# Molnárné Baló Borbála
Molnárné Baló Borbála (Budapest, 1929. december 21. –) magyar táj- és kertépítész. 

## Életpályája
Tanulmányait 1944 és 1948 között a Baár–Madas Református Gimnáziumban végezte, majd az Agrártudományi Egyetem Kert és Szőlőgazdaság - Tudományi Kar – Táj és Kertépítészeti szakán szerzett mérnöki oklevelet 1952-ben. Friss diplomásként a Fővárosi Kertészeti Vállalatnál építésvezetőként dolgozott Sztálinvárosban, majd 1953-tól 1985-ig, nyugdíjazásáig a Lakó- és Kommunális Épületeket Tervező Vállalat irányító tervezőjeként működött. Nyugdíjba vonulása után szellemi szabadfoglalkozásúként folytatta a szakmai tervezői munkát. Kertépítész tervezői tevékenysége során számos lakótelep és városrész zöldfelületrendezési, kertépítészeti terveit készítette el.

## Jelentősebb munkái
https://adt.arcanum.com/hu/search/results/?list=eyJxdWVyeSI6ICJNLkJBTFx1MDBkMyBCT1JCXHUwMGMxTEEifQ
1960-as évek: 
- Pécs - Általános iskola (Építész: Tillai Ernő), • Ózd - Állami Áruház (Építész: Spíró Éva, Ligeti Tamás),  • Szekszárd Főtér – Irodaház (Építész: Jurcsik Károly),• Szekszárd Főtér – MSZMP Székház (Építész: Jurcsik Károly, Varga Levente), • Gellért-hegyi társasházak (Építész: Spíró Éva, Horváth  Bertalan), • Bicske - Rendelőintézet, Irodaház, Gyógyszertár, Posta  (Építész: Horváth János), • Bp.XX. Csarnok  Tér – OTP épületek (Építész: Jurcsik Károly, Varga Levente), • Miskolc lakótelep (Ormos könyvben publikálva), • Nyíregyházi - Sóstó – strandfürdő (Ormos könyv), • Lakóház kertje (Ormos könyvben publikálva)

1970-es évek:
- Bp. Mongol Népköztársaság Nagykövetsége (Építész:Balogh  István), • Veszprém, Felszabadulás úti Ltp. központja (Építész:  Márton István), • Veszprém, Felszabadulás Emlékpark, • Szolnok, Széchenyi ltp. - beruházási program (Építész:  Zoltai István, M. Szabó Ilona), • Salgótarján III. sz. üzletház (Építész: Róth János), • Szolnok – Pelikán Szálló (Építész: Koltai Endre),
- Újpesti lakótelep komplex környezetrendezés (Építész:  Kruppa István)

1980-90-es évek:
- Újpest városközpont, 16+8 tantermes iskola (Építész: Dr. Szabó Zerindné, Seyfried Hedvig), • Béke - Tatai úti lakótelep  komplex környezetrendezés (Építész: Korényi András), • Veszprém városközpont 600 férőhelyes filmszínház (Építész: Márton István), Szeged, • Szot ,Forrás’ Gyógyüdülő (Építész: Korényi András), • Margitsziget, Ramada Grand Hotel (Építész: Csomay Zsófia, Jánossy Péter), • Bp. Röppentyű utcai gimnázium (Építész: Marosi Miklósné),
- Kontrax Irodaház (Építész: Molnár Péter, Sylvester Ádám, Vajai Tamás), • Vasarely Múzeum, Budapest (Építész: Molnár Péter, Koris János)

2000-es évek:
- Bp. XVI. kerületi Uszoda és Tanuszoda (Építész: Benczúr  László, • Lágymányosi Ökomenikus központ és egyetemi lelkészség  (Építész: Benczúr László), • Páty - Lovarda komplex környezetrendezés (Építész: Benczúr László)

## Pályázatok
Több jelentős hazai és nemzetközi tervpályázaton vett részt sikerrel:
- Budapest X. Fehér úti Sportliget  I. díj - 1962 (Kerttervező: M. Baló Borbála, Építészek: Molnár Péter, Tokár György), • Wig-74 – Az 1974. évi Bécsi Kertészeti Világkiállítás –  Nemzetközi Pályázata - 1970,  87 beérkezett pályamű közül megvételt nyert (Építészet:  KÖZTI, Kertépítészet: M. Baló Borbála és Mester Jenő), • Zöldfelületek - Játszóterek építési elemcsaládjai  III. díj - 1978 (Kerttervező: M. Baló Borbála), • Új  Egri temető –  megvétel - 1982 (Kerttervező: M. Baló Borbála, Építész: Déry Attila)

## Díjai, elismerései
Szakmai munkája elismeréséül több alkalommal részesült kitüntetésekben, így 
- „Az emberi környezetért” kitüntető jelvény (1983)
- Kiváló Munkáért miniszteri kitüntetés (1984)
- Ormos Imre-emlékérem[1] (1990)
- Aranyoklevél (2002)
- Vasoklevél (2007)
- Gyémántoklevél (2012)

## Társadalmi tevékenység
Férje Molnár Péter építésznek emlékének megőrzésére Winkler Barnabás építésszel együtt megalapították a Molnár Péter-díjat, amellyel ,,az építészet kiváló alkotóinak  az építészeti kultúra széles körű terjesztőinek" tevékenységét ismerik el évente egy alkalommal.

## A tervező és az ember
Tervezői pályafutását a szakmai csapatban való munkavégzés, az építészeti gondolatokkal való összhang megteremtése jellemezte. Erőssége a jó térbeli látásmód, a tereprendezés, felszinalakítás precíz kidolgozása. Hosszú pályafutását a munka szeretete, élvezettel való végzése és kiváló kapcsolatépítő képessége jellemezte. Meghatározóak a szakmai közösséggel kialakított, évtizedeken át meglévő személyes kapcsolatai, akiktől ő is tanult, inspirációt merített. 
Pályafutása alatt munkatársai, akikkel együtt dolgozott és akiknek tudását tovább adta: Dalányi László, Szentpétery István, Kordik Lászlóné, Mester Jenő, Andor Anikó, Kecskés Tibor, Karádi Gábor, Torma Sarolta, Gárdonyi Mária és Zsovák Ildikó.